# Nycticeinops macrocephalus
Nycticeinops macrocephalus — вид ссавців родини лиликових (Vespertilionidae). Він є ендемічним на схід від Демократичної Республіки Конго, де він живе на висотах близько 1950 метрів над рівнем моря. Спочатку він був описаний у роді Parahypsugo, який в даний час вважається синонімом Nycticeinops. Це був найбільший вид парахіпсого, із загальною довжиною 82–93 мм, хвостом 35 мм і вагою 9,8–12 г.